# Diaptomus leptopus
Diaptomus leptopus är en kräftdjursart som beskrevs av Forbes 1893. Diaptomus leptopus ingår i släktet Diaptomus och familjen Diaptomidae. Inga underarter finns listade i Catalogue of Life.